# Luisenstädtischer Bildungsverein
Der Berliner Luisenstädtische Bildungsverein war ein sozial- und kulturgeschichtlich ausgerichteter Verein, der von 1991 bis 2014 existierte und dessen Hauptziel die Erforschung und Verbreitung der Geschichte Berlins und Brandenburgs war.

## Geschichte
Der Luisenstädtische Bildungsverein wurde am 29. Mai 1991 gegründet. Gründer und Geschäftsführer war der Philosoph und Historiker Hans-Jürgen Mende, ein Mitbegründer der Historiker Kurt Wernicke. Der Name Luisenstadt sollte zum Ausdruck bringen, dass sich der Verein der Berliner Aufklärung verbunden fühlt und, davon abgeleitet, sich die Prinzipien der Toleranz zu eigen macht: Die Berliner Luisenstadt war einmal geprägt von Deutschen, Hugenotten und Böhmen. Nach dem Fall der Mauer setzte sich der Verein dafür ein, das Zusammenleben und Zusammenwachsen der Deutschen in Ost und West zu begleiten und zu fördern.
Der Verein veranstaltete Vorträge und Führungen, hielt einen Historischen Informationsdienst bereit, betrieb eine Berlingeschichtliche Datenbank, richtete eine Berlin-Bibliothek ein und gab von April 1992 bis Juni 2001 die Berlinische Monatsschrift heraus. Der Verein finanzierte seine Mitarbeiter über öffentliche Förderprojekte, in den 1990er-Jahren waren bis zu mehrere hundert Mitarbeiter eingebunden. 2008 umfasste das online-Lexikon ein Straßennamen-Verzeichnis mit 14.000 Einträgen, umfangreiche Bezirkslexika für Mitte, Friedrichshain-Kreuzberg und Charlottenburg-Wilmersdorf sowie eine Berliner Chronik mit 27.000 Lemmata und die Porträts von 183 Bürgermeistern seit dem Mittelalter.
Unmittelbar vor Weihnachten 2008 nahm der Vorstand des Vereins sein gesamtes Internetangebot vom Server. Lediglich die Hauptseite blieb aktiv, die Maßnahme wurde mit dem Ausbleiben der finanziellen Förderung durch den Berliner Senat begründet. Seit 2007 fehlten dem Verein die Fördermittel des Senats und der Bundesanstalt für Arbeit für „ABM-Maßnahmen“. Mende bat Anfang 2009 den damaligen Bürgermeister Wowereit um eine finanzielle Unterstützung für verschiedene stadthistorische Publikationen. Bis 2006 waren etwa 40.000 bis 50.000 Fotos von Berlin digitalisiert worden, doch wegen fehlender Mittel konnten die Bilder bisher nicht hochgeladen werden.
Mitte Juli 2009 konnten die Datenbanken des Servers durch eine Vereinbarung mit der kaupert media gmbh wieder für das Netz freigeschaltet werden. Die kaupert media gmbh hat den kompletten Datenbestand des bisherigen Internetangebots des Luisenstädtischen Bildungsvereins übernommen und arbeitete an einem gemeinsamen Internetauftritt unter der Adresse berlin.kauperts.de.
2014 beschloss die Mitgliederversammlung die Auflösung des Vereins zum Jahresende und folgerichtig wurde er am 31. Dezember 2014 aufgelöst.
. Den Bestand der umfangreichen Bibliothek hat der Verein für die Geschichte Berlins in seine Bibliothek übernommen.

## Werke
Eine Auswahl von in der Edition Luisenstadt erschienenen sowie herausgegebener Werke:
- Hainer Weißpflug, Kathrin Chod, Herbert Schwenk: Berliner Bezirkslexikon. Hrsg.: Hans-Jürgen Mende, Kurt Wernicke. Luisenstädtischer Bildungsverein, Haude und Spener, Berlin (Edition Luisenstadt; Charlottenburg-Wilmersdorf [2005] ISBN 3-7759-0479-4, Friedrichshain-Kreuzberg [2002] ISBN 3-89542-122-7, Mitte [2003] ISBN 3-89542-111-1).
- Hans-Jürgen Mende (Hrsg.): Lexikon – Alle Berliner Straßen und Plätze – Von der Gründung bis zur Gegenwart. Neues Leben, Berlin 1998, ISBN 3-355-01491-5 (Edition Luisenstadt, 4 Bände, 2300 Seiten).
- Kurt Wernicke: Ein Jahrtausend deutscher Geschichte im europäischen Kontext. Ein Überblick. Hrsg.: Luisenstädtischer Bildungsverein. Trafo, Berlin 2007, ISBN 978-3-89626-585-2.